# Коновал Олексій Григорович
Олексій Григорович Коновал — публіцист, громадсько-політичний діяч, генеральний секретар ЦК УРДП, обраний на п'ятьох з'їздах, очолює Фонд імені Івана Багряного, за фахом інженер-механік.

## З біографії
Народився 27 січня 1933 р. у с. Петрівці (Миргородський р-н Полтавської обл.). У 1943 р. разом із батьками емігрував на Захід, під час перебування у таборах для переміщених осіб навчався у гімназії. Восени 1950 р. з родиною переїхав до США, навчався на авіаційно-інженерному факультеті Іллінойського інституту (Чикаго), закінчив механічний факультет Іллінойського інституту технології (1960). У 1974—1985 рр. викладав українську мову, літературу, суспільствознавство, історію в школі українознавства при православній парафії св. Володимира, був директором школи українознавства (1980—1985). Член УРДП (з 1967), генеральний секретар УРДП (1975—1990), Голова секретаріату УРДП (1990—1995), Голова УРДП (1995—2000). Член дирекції та скарбник Фундації імені Івана Багряного. Голова філії Українсько-Американської Координаційної Ради в Чикаго (1985—1990). Редагував (від 2000 р.) щомісячну сторінку «Вісті Фундації ім. І. Багряного» в часописі «Свобода».

## Творчість
Автор літературознавчих розвідок про письменників діаспори, упорядник архіву І. Багряного.

### Публіцистика
- Олексій Коновал. Невигойна рана сторіччя / Петро Часто // Альманах Українського народного союзу. — 2003. — Вип. 93. — С. 59-62. Архівовано з джерела 17 серпня 2016. Процитовано 17 січня 2019.